# Scipio Slataper

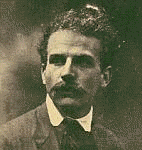
Scipio Slataper

Scipio Slataper (* 14. Juli 1888 in Triest, Österreich-Ungarn; † 3. Dezember 1915 in Podgora bei Gorizia) war ein italienischer Schriftsteller. Sein bekanntestes Werke ist Mein Karst.

## Leben
Scipio Slataper wurde als Sohn eines slowenischen Vaters und einer italienischen Mutter geboren. Nach seiner Schulausbildung in Triest studierte Slataper Philologie in Florenz. In Florenz arbeitete er für die Zeitung La Voce, die von Giuseppe Prezzolini herausgegeben wurde. Slataper, der ein Anhänger der italienischen Einheitsbewegung (Irredenta) war und die Anbindung Triests an Italien forderte, verfasste einige Artikel für die Zeitung, darunter fünf Briefe, in denen er sich kritisch über die Triestiner Gesellschaft des 20. Jahrhunderts äußerte.
Slataper hielt zeitlebens engen Kontakt zu seiner Heimatstadt und stand im regen Austausch mit anderen Triestiner Schriftstellern und Dichtern wie Umberto Saba, Giani Stuparich und dessen Ehefrau Elody Oblath.
1910 zog er sich nach dem Selbstmord seiner Freundin, Anna Pulitzer, in das Dorf Ocizla in der slowenischen Gemeinde Hrpelje-Kozina zurück und begann mit seinem Werk Mein Karst, das 1912 in Florenz veröffentlicht wurde und seine einzige Buchveröffentlichung werden sollte.
In demselben Jahr der Veröffentlichung zog Slataper nach Hamburg, um an der Universität Hamburg Italienisch zu unterrichten. Als Italien 1915 Österreich-Ungarn den Krieg erklärte, kehrte Slataper nach Italien zurück und meldete sich freiwillig für den italienischen Wehrdienst. Slataper fiel am 3. Dezember 1915 im Alter von 27 Jahren in der Vierten Isonzoschlacht bei Gorizia.
Benjamin Crémieux übersetzte Mein Karst 1921 ins Französische (Mon frère, le Carso, Paris : Rieder, 1921), wodurch Slataper in Europa in den 1920er Jahren bekannt wurde.

## Werke
- Il Mio Carso. 1912; edizione critica a cura di Roberto Norbedo, Collezione di opere inedite o rare ; ZDB-ID: 404886-6 ; vol. 170, Bologna : Pàtron editore, 2019, ISBN 978-88-555-3456-7
- Mein Karst. Übersetzung und mit einem Nachwort von Ilse Pollack, Wieser, Klagenfurt 2000, ISBN 3-85129-313-4 (lyrische Autobiografie, 1912); übersetzt und herausgegeben von Primus-Heinz Kucher, Wien : Promedia, 1988, ISBN 3-900478-22-8
- Lettere alle “tre amiche” ; a cura di Ilvano Caliaro, Marco Favero e Roberto Norbedo, Briefe an Anna Pulitzer, Elody Oblath und Luisa Carniel, Berlin : De Gruyter, 2022, ISBN 978-3-11-074860-4